# Nebílovyi kastély

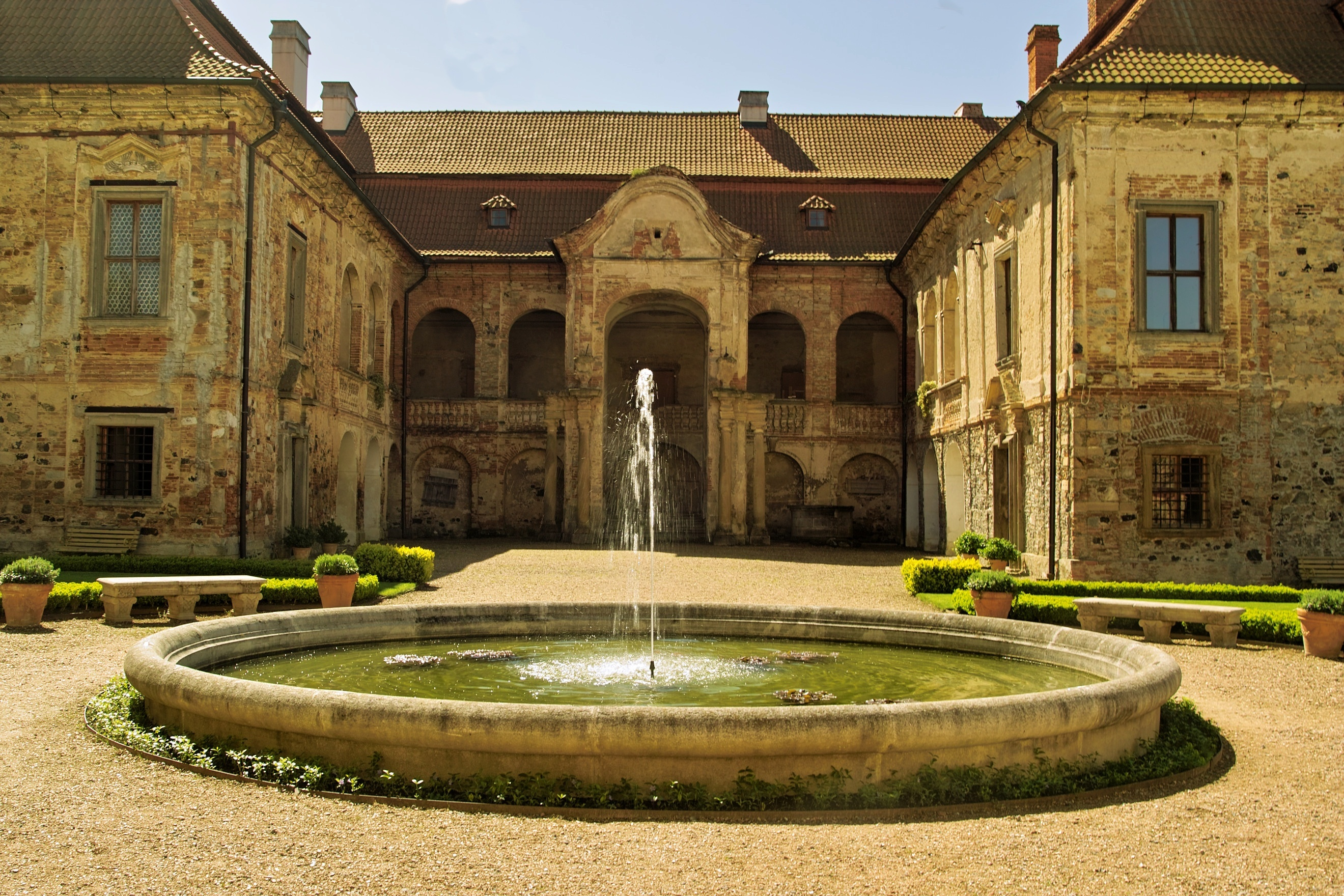
A kastély átépítetlen része (a belső udvar)

A Nebílovyi kastély egy palota a cseh vidéken. A kastély a tiszta, bécsi stílusú barokk építészet példája Csehországban. A csehországi Nebílovy falu kastélya Plzeňtől kb. 16 km-rel délre.

## Története
1673–1685 között tulajdonos engelfalvi Engel Szervác Ignác volt. Az ő vagyonában Nebílovy úgy szerepelt, hogy van ott egy négy épületrészből álló barokk kastély belső árkádokkal és egy kápolnával… először esik szó 4 épületrészről, a körbeépített belső pavilonról és a kápolnáról.
1685-ben a kokořovi Jan Jindřich Kokořovec vásárolta meg az ingatlant, ami 1705-ig maradt tulajdonában. Ekkor a törököket Nové Zámkynál legyőző és a civil életbe visszavonulását fontolgató jómódú Adam Heinrich von Steinau (†1712) gróf tábornagy barátja, a prágai fellebbviteli bíróság elnöke, Jan Josef Vrtby (Wrtby) gróf ajánlására megvásárolta a  birtokot. Azonnal hozzálátott a kastély radikális átalakításához. Az eredetileg reneszánsz kastélyt valószínűleg Johann Lukas von Hildebrandt császári építész tervei alapján a plzeňi építőmester, majd a Plzeň környéki barokk építkezés legjelentősebb képviselője, Jakub Auguston építész és építőmester építette át barokk stílusban.
Az építkezés kezdetén (1706-ban) Auguston már több mint harmincöt éves volt, de még egy nagyobb munkát sem fejezett be. Valószínűleg ez (és talán az a tény, hogy Steinau katonai kiküldetésben volt Velencében, mint a Velencei Köztársaság szárazföldi hadseregének főparancsnoka), vezetett ahhoz, hogy az építkezés túlságosan elhúzódott, és komoly szerkezeti problémákba ütközött. A gróf nem érte meg, hogy lássa az új kastélyt, mert 1712. október 31-én meghalt. Az akkor még romos, gótikus Szent Jakab-templom kriptájában temetik el a ma már Nebílovyhoz tartozó Prusinyban,
A birtokot lánya, a művelt és művészetkedvelő Steinau Mária Terézia (1719.április 18. – 1786. március 4.) örökölte, aki a közeli Křinice és Nekmíř urához, a híres Jan Josef Vrtby öccséhez,  František Václav Vrtby-hez ment feleségül. A Vrtbyk nem építették tovább a kastélyt, hanem 1715-ben eladták azt a chudenicei Czernin Antónia Jozefa grófnőnek (született khünburgi grófnő), a ki azt kiskorú fia, Czernin Ferenc Anton (František Antonín Czernin) számára kívénta megvenni. Ezután a szomszédos Št'ahlavyhoz csatolta Nebílovyot. Nagyon valószínű, hogy az épület befejezéséhez egy másik építészt hívtak, akit korábban František Maxmilián Kaňka grófnő alkalmazott, tehát kiváló művész lehetett. Az ő kézjegyét viseli a helyi Szent Jakab-plébániatemplom körülbelül ebben az időben, a Vrtbyk számára végezett átépítése is. A kastély 1719-ben „készült el”, de a számos szerkezeti hiba miatt csak szórványosan használták.
Az 1719-ben kiadott városi oklevél szerint mivel a „hátsó épületet nem alapozták meg jól az alapoktól és nem emelték fel, semmiképpen sem lehet használni, különösen a termet, amely a szomszédos helyiségekkel együtt egyébként is leszakadt és leomlott”.
Czernin Antónia, fia, Ferenc Anton és menye, Isabella (született Merode Westerlo) márkiné a szomszédos régi kastélyt használta Šťáhlavyban, miközben főleg dél-csehországi és más rezidenciáikon tartózkodtak.
1732–1739 között Czernin Ferenc Anton chudenicei gróf lett Štáhlavy-birtok tulajdonosa, nem itt, a Mělník melletti Hořínban építkezett. Az addigra rendkívül eladósodott Czerninék 1739-ben a kastélyt és vele a teljes a nebílovi Šiauliai-birtokot kedvenc, de nem tehetős rokonuk, Czernin Hermannnak (Heřman Jakub Czernin) kapta meg Šternberg Ernesztina hozományaként, a kastély állapota azonban az új tulajdonos alatt sem javult. A tulajdonosok főleg a Šiauliai kastélyban éltek, a ebílovyban lévő épület érdekeltségük perifériáján maradt.
Csak Heřman fia, a művelt jogász és lószerető Czernin Vojtěch (Prokop Vojtěch Czernin) (1726. vagy 1729. február 23. vagy március 23., Prága – 1777. január 30. Prága) chudenicei gróf, főbíró és titkos tanácsos, a Cseh Királyság fővadásza, a híres család Švihov ágának utolsó férfitagja kezdte meg a kastély általános felújítását. A kastélyba az előző átépítés okozta szerkezeti problémák miatt 1785-ig nem költöztek be.
A munkát 1784–1789-ben Václav Haberditz és Johann Ignaz Palliardi végezte el; a hat évig tartó rekonstrukció során az épületet fokozatosan biztosították szerkezetileg és statikailag is.
1816-tól, Czernin Vojtěch halála után az új tulajdonos Waldstein-Wartemberk grófok már nem reprezentatív rezidenciaként, hanem gazdasági célokra szánták az épületeket. Az udvart 1851-ig parkként még fenntartották, de a kápolna melletti árkádos galériát 1837 és 1868 között szeszfőzdévé alakították át.
1860-ban minden értékes berendezési tárgyat elszállítanak a kastélyból, az teljesen hanyatlásnak indult.
Az 1860-as években,  František Ladislav Rieger, a Cseh Nemzeti Párt (Staročechs, azaz ó-csehek) vezetőjének halála után. Antonín Bráf, a későbbi neves közgazdász és politikus Albín Bráf apja lett a birtok kezelője. A 19. század végén a két összekötő szárny összedőlt, a gazdasági udvar épületei pedig fokozatosan elpusztultak.
1918-ben (Waldstein Adolf idején) a földreform részeként az egész területet maradékgazdasággá alakították, majd érzéketlenül felparcellázták és eladták.
1925. január 15-én a kastélyt, kerteket és gyümölcsöskertet 220 000 CZK-ért a Nebílovy Gyümölcstermesztők és Háborús Sérültek Szövetkezetének adták ki.
Az 1930-as években a Páduai Szent Antal kastélykápolna boltozata beomlott, a javítás után mennyezetképét egy Szűz Mária mennybemenetelét ábrázoló, soha nem dokumentált freskóval vagy festménnyel helyettesítették.
1940. július 25-én alakult meg a „Nebilovy-kastély megmentésére alakult Társaság”, amelyen ügyvezető igazgatója dr. F. Macháček lett. 1941. június 7-én a plzeňi építési bizottság és a nebílovy-i városi bizottság kezdeményezte az épületet menteni hivatott munkák megkezdését. A hátsó épület teljes tetőszerkezetét leszerelték és eltávolították, a falazatot kijavították, a tetőgerendák egy részét kicserélték, majd novemberben új tetőszerkezetet ácsoltak.
1942-ben tárgyaltak először Fischer és Vesely restaurátorokkal Antonín Tuvora falfestményeinek megmentéséről.
1948. november 25-én a „nagyon rossz állapotú” kastélyt a Nebílovy Városi Tanács tulajdonába adták.
1949-ben elkezdték a főépület javítását. Ennek krónikája szerint: „a lakhatási viszonyok a faluban kielégítőek — sokan találtak lakást a kastélyban, ahol a hátsó szárnyban alakították ki szobáikat, és 10 éve nem fizetnek bérleti díjat”.
1951-ben a kastélykertben uszoda és hokipályát(!) építettek.
1952-ben A Regionális Nemzeti Bizottság úgy döntött, hogy a tornyot zsindellyel kell lefedni. A zsindelyt Klatovy Építőkombinát vágta volna, de nem meg az ehhez szükséges 60m fenyőfával. A KNV Műszaki Osztálya sem tudja garantálni a szükséges fa beszerzését – felvették a kapcsolatot a Dřevona Praha céggel -, de még nekik sincs 60 m³ fájuk. Az anyaghiány miatt a tetőt pirosra festett horganyzott lemezzel fedték.
1955-ben a kastélyban hét lakás volt, továbbá0 a Dřevona a JZD vállalat raktárai, a Jednota üzlet, az egyes lakásokhoz tartozó faházakés a Helyi Nemzeti Bizottság irodái a rádióközponttal.
1962-ben A dél-plzeňi kerületi Nemzeti Bizottság a a kastély rekonstrukcióját; tervező a SÚRPMO iroda; a kivitelező OSP Plzeň-sever vállalt lett volna; a befejezés határideje pedig — az összekötő szárnyak újjáépítésével(!) 1966! Ehhez a kastélyt 1963-ban a SÚRPMO felmérte; a KSSPPOP Plzeň igazgatója figyelmeztette az ONV-t az épület kivételes szerkezetére ésAntonín Tuvora festményeire. 1964-ben Az ONV felkérte az MNV-t, hogy a festmények restaurálása érdekében ürítse ki a hátsó épület emeletét — a kastélynak ezt a részét a JZD 1952 óta használta az összes termény fő raktáraként. A gabonát és a műtrágyát a kastély földszintjén tárolták és ott parkoltak a traktorok is. 1966-ban a beruházó ONV Plzeň-Dél úgy döntött, hogy az adott ötéves tervben nem  rekonstruálják a kastélyt, de azt legalább statikailag biztosítani kell. 1967-ben kezdte rekonstruálni a terem festményeit egy Karel Benedík és Vlastimil Berger. vezette restaurátor csapat, amelynek több tagja: vezette restaurátor csapat:
- Šárka Bergerová (1959-),
- Jan Frühauf (1959-),
- Petr Berger,
- Milan Kadavý (1956-)

amelynek több tagja Berger közvetlen hozzátartozója volt.
1968. február 27-én a helyi nemzeti bizottság a 38. számú KNV-határozat alapján átadta a kastélyt a Pilseni Állami Örökségvédelmi és Természetvédelmi Regionális Központnak. Azóta a terület állami tulajdon, az épületeket fokozatosan helyreállítják. A nagy barokk lovagtermet azonban 1975-ben, amikor a kastélyt már a Pilseni Regionális Állami Örökségvédelmi Központ kezelte, elbontották. 1969–1989 között mindkét épület szerkezetét biztosították, helyreállították, beleértve a főépület belső tereit is.
1991. május 22-én Az OSP meghatározatlan okokból megszakította a munkát.
1993, január 1én a 172/91. önkormányzati törvény értelmében a kastélyt Nebílovy önkormányzata visszavette.
1995. október 20-án Nebílovy önkormányzata visszaadta a kastélyt az államnak.
1997-től az állam folytatta az építkezést, hogy 1998-ban már látogatókat fogadhassanak. 1998. július 3-án ünnepélyesen megnyitották a kastély azóta részlegesen látogatható főépületét; a nehézkes rekonstrukció máig tart.

## A kastély
A bécsi barokk városi palota képviselőjeként a kastély egyedülálló épület a cseh földeken. Kivételes alaprajzával az osztrák Aschach, Halbturm, a bécsi Belevedere rezidenciára vagy a salzburgi Mirabell-kastélyokra, tehát Hildebrandt első műveire emlékeztet.
Építészeti elrendezése egyedülálló. A két, egymással szemben álló épületet eredetileg az udvar oldalain egyemeletes árkádos folyosók kötötték össze balusztrádokkal ellátott, lapos teraszokkal. A két, patkó alakú szárny az udvar hossztengelyében, egymással szemben helyezkedik el. A kastély első épülete volt a birtokúr családjának lakóhelye, a hátsó épület reprezentációs célokat szolgált (volna) — itt volt az 1880-as években átépített nagy bálterem és a Szent Antal-kápolna. Az átjáró óratoronnyal rendelkező első épületében eredetileg egy kisebb, háromhajós terem is volt barokk mennyezetfestéssel.
Egy jellegzetes formájú, fülkékkel díszített zárófalon belül keletre a telekkel szomszédos gazdasági udvar volt, nyugatra pedig egy formálisan kialakított kert központi szökőkúttal és három pavilonnal.

## Berendezése
A kastély legreprezentatívabb helyisége a bálterem, az úgynevezett „salle de compagnion”, amely egyben étkezőterem is volt. 1789–1791 között Antonín Tuvora festette ki. A festmények nagy része fokozatos, igényes restaurálással máig fennmaradt. Az 1816-os leltár szerint öt velencei csillárral világították meg. Állt benne egy 24 személyes étkezőasztal székekkel és egy egy biliárdasztal a szórakozáshoz. Bankett-szalonként is szolgált, és kivételes hivatalos banketteket tartottak benne. Az úgynevezett Nagymenüt ezüstön tálalták, általában 12 vagy 24 személynek.
Fal- és mennyezetfestményei teljesen egyedülállóak és egyediek; ez Tuvora legnagyobb ismert alkotása. A klasszikus formákban gyökereznek, de mégis rokokó módon játékosak. A kompozíció jellegét és több formai elemét Tuvora nyilvánvalóan tanárától, Jan Václav Bergltől (1718-1789), a császár udvari festőjétől vette át. A mintegy 400 m²-es területen egy fantáziadús szubtrópusi tájat látunk állatokkal, buja növényzettel és ősi épületekkel. Párhuzamukat megtalálhatnánk a bécsi Schönbrunn császári lakosztályaiban, Donaudorfban vagy a melki kolostor kerti pavilonjában, ahol Bergl az 1870-es években szintén dolgozott. Tuvora némileg mesterének fő művei után festett képei azonban már elmozdulnak a rokokótől a klasszicizmus felé. Ez az a mozzanat, amikor a művészi szándék elhagyja a rokokó túláradó játékosságát, és elindul a dekoráció egyszerűsége, a színek józansága, a finom, részletes és a korábbinál síkszerűbb ábrázolás felé.
Bár sok tekintetben Bergltől merített ihletet, Tuvora a kompozíció általános koncepciójában és a részletekben is kialakította saját, jellegzetes stílusát. A bálteremben megszüntette a falakra festett egzotikus világ és a néző közötti akadályokat. Festményeit nem tagolják nehézkes építészeti elemek. Ellenkezőleg, a növények mintha közvetlenül a padlóból nőnének ki, és egészen a mennyezet közepéig érnek, ahol burjánzó koronájukat a látogatók feje fölé nyújtják. A falakra festett, nyílt tájképeken ősi templomromokat, piramisokat és vízimadarakkal teli tavakat láthatunk. Az idealizált iszlám városok és kínai erődök képei igazolják a festő keleti dolgok iránti tartós vonzalmát. Vadon élő növények veszik körül az ősi romok maradványait és a fából készült pavilonokat. Az azúrkék égbolttal kiegészítve a béke és harmónia érzését idézik fel valahol egy távoli helyen, az idilli időtlenségben. A festményen a béke és a nyugalom érzetét hangsúlyozzák a táncoló majmok, a repkedő pillangók, a tiszta égboltot átszelő énekesmadarak, a tóparton a vízimadarak csoportjai vagy az összeomlott, ősi oszlopon pihenő fenséges páva. Nyoma sincs vadállatoknak, kígyóknak vagy más veszélyes ragadozóknak, amelyek megzavarnák a hely békés és nyugodt hangulatát.
A báltermet (csakúgy, mint a kastély egész területét) az 1840-es évektől gazdasági célokra használták, Tuvora képei igencsak megrongálódtak. 1968 után az akadémikus festőművész Karel Benedík és Vlastimil Berger vezette restaurátorok két év alatt eltávolították az összes mennyezetfestményt, és ideiglenesen szalagokkal rögzítették őket. A vakolatrétegeket megerősítették. A falfestmények legrosszabb részeit is részben rögzítették. Úgy tervezték, hogy a teljesen elkorhadt boltozat rekonstrukciója után 650 áthelyezett festményrészletet helyeznek vissza, de a pénzhiány miatt ez a művelet 45 évig elhúzódott. Csak 2012-ben kezdte meg egy csapat, Karine Artouni által vezetett restaurátor a mennyezetfestmény mintegy 650 részének úgynevezett visszatöltését. Ez előtt minden részt alaposan kezelni és erősíteni kellett. Miután a felszerelték őket, lezárták az illesztékeket A hiányzó részei egy részét a fennmaradt fényképek alapján rekonstruálták. A munkát színes retusálás zárta. 2013 végére a terem falain lévő sérült festményeket is restaurálták. Az alkalmazott, úgynevezett visszatükröző technológiával ennél nagyobb munka sosem készült Csehországban. Karine Artouni a Patrimonium pro futuro díjátadó ünnepségén az Országos Természettudományi Intézet főigazgatójának különdíját kapta munkájáért.

## Környezete, a kastélykert

### Története
A kastély kertjét először 1624-ben említik: „a vár fölötti kert mindenféle konyhai dolgok vetéséhez és ültetéséhez…”. A szökőkúttal ellátott formális barokk kert konkrét formáját az 1710-es, a rezidencia befejezésekor készült telekkönyv írja le. A 18. század közepéről fennmaradt a leírt állapot ábrázolása is (a birtok térképén), valószínűleg egy bokros broderie-vel, egynyári virágok ágyásaival. A kastélyt körülvevő gyümölcsösökhöz kis tavacska és egy mesterséges tó tartozott. A 19. század elején a kert elrendezését egyszerűsítették, ekkor ültették a legtöbb rózsát. A rózsa divatos virág(fává) vált, többé-kevésbé szakszerű gyűjteményeket hoztak létre, a cserjéket többnyire szoliter módon ültették. Népszerű volt a rózsák konténeres termesztése is; magukat a virágokat pedig tömegesen használták a kastélyszobák díszítésére.

### Látnivalói
A kastély mögötti kertrészben az úgynevezett régi rózsák gyűjteményét tekinthetjük meg. Ezek egy részét már akkor termesztették, amikor a kastély még a chudenicei Czernin Vojtěch  gróf (†1816) tulajdonában volt. Mások fokozatosan kerültek piacra a 19. század első felében, tehát akkor, amikor a birtok a Waldstein családé volt.

## Látogatása
A vezetett túra a kastély első és hátsó épületének felújított és történelmileg berendezett szobáin vezet végig. A bemutató célja, az épület történetének, jelentőségének, a kastély helyreállításának megismertetése. A túra az újonnan felújított bálteremben ér véget.
A kastély 2023-ban március 1-től október 31-ig látogatható:
- március, április és október: vasár- és ünnepnapokon 10.00–16.00;
- Májusban és szeptemberben hétfő kivételével naponta (még hétfőn is, ha ünnepnap van) 10.00–17.00 között
- Júniusban, júliusban és augusztusban hétfő kivételével naponta0 (még hétfőn is, ha ünnepnap van) 9:00-17:00
- Októberben:
  - szombat–vasárnap és október 26-án: 10.00–16.00[1]

A Nemzeti Örökség Intézete számos nemzetközi és hazai szervezet partnere; ezek tagjai kedvezményes vagy ingyenes belépést kapnak a kezelésükben lévő műemlékekbe (nem minden városnéző túrára). A kedvezmény csak 1 főre érvényes, érvényes személyi igazolvány felmutatásával.
Beléptidíjak:
- Felnőttek 25-64 éves korig: 160 CZK
- Idősek 65+: 130 CZK
- Fiatalok 18-tól 24 évig 130 CZK
- ZTP, ZTP/P kártyatulajdonosok 130 CZK
- 6–17 év közötti gyermekek 50 CZK

Nem kell belépő a várudvar, Szent Antal-kápolna és a várgalériában jelenleg is látható kiállítás megtekintéséhez. Ugyancsak ingyen tekinthetjük meg a kastély hátsó szárnya mögötti kertet.
A csoportos túrákat (a 10 fősnél nagyobb létszámú csoportok számára szervezett tárlatvezetéseket) előre le kell foglalni. Az iskolai túrákat és a gyermekcsoportokat minden esetben előre kell foglalni a 377 917 090-es telefonszámon vagy a nebilovy@npu.cz e-mail címen. A kastély gondnoka (2023): Milán Fiala; helyettese Hana Šišková (+420 774 590 589; siskova.hana@npu.cz.).

## Drónok reptetése
A Nemzeti Örökség Intézete által kezelt objektumok légterébe a drónok a csak előzetes engedéllyel repülhetnek be. A legfeljebb egy hónapra szóló engedélyt írásban kell kérni a kastély gondnokától vagy az Intézet területi műemléki igazgatójától.

## Programok
A kastélvban a štěnovicei anyakönyvi hivatallal egyeztetve esküvői szertartásokat is rendeznek.  Polgári és egyházi esküvők egyaránt köthetők. 2023-ban 4 ilyen alkalomra került sor:
- 2023. június 17.,
- 2023. július 22.,
- 2023. augusztus 19.,
- 2023. szeptember 23.

A szertartást többnyire a kastélykertben tartják; rossz időben a Szent István-várkápolnába helyezik át. A kápolna kb. 70 férőhelyes, ebből 40 ülőhely.

## Fordítás
- Ez a szócikk részben vagy egészben  a   Nebílovy Castle című angol Wikipédia-szócikk ezen változatának fordításán alapul.  Az eredeti cikk szerkesztőit annak laptörténete sorolja fel. Ez a jelzés csupán a megfogalmazás eredetét és a szerzői jogokat jelzi, nem szolgál a cikkben szereplő információk forrásmegjelöléseként.